# Gioco in rete

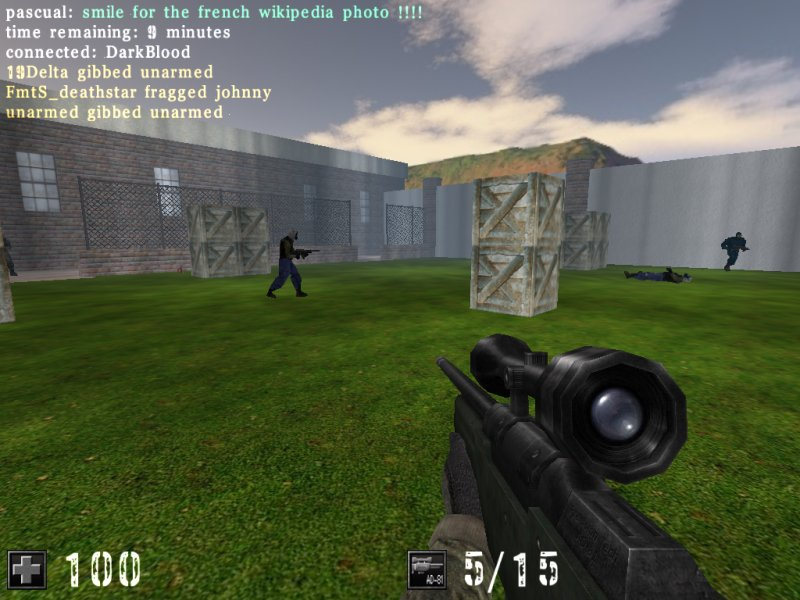
Una partita di sparatutto in prima persona in rete (ActionCube)

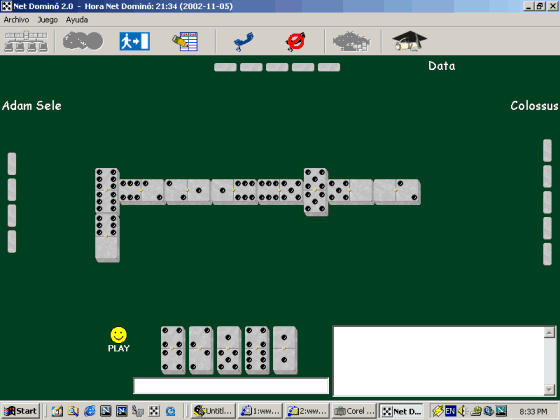
Una partita di gioco da tavolo in rete (NetDomino)

Il gioco in rete o gioco online è l'utilizzo di un videogioco attraverso una rete di computer, tipicamente attraverso Internet. La modalità online può essere l'unica possibile per un certo videogioco, nel qual caso esso stesso si può definire un gioco online, oppure può essere solo una delle modalità disponibili. Un gioco in rete è solitamente multigiocatore, cioè permette l'interazione fra più utenti, ma esistono anche giochi per giocatore singolo, perlopiù su browser. Attualmente è Internet la tecnologia più diffusa, ma in passato sono stati utilizzati anche altri tipi di connessione.
Questo tipo di giochi va da videogiochi testuali come i MUD, passando per i giochi per browser creati con software come Adobe Flash o in linguaggio Java, fino ai complessi e moderni giochi massively multiplayer online (MMO) e alle applicazioni online per dispositivi mobili.
Oggigiorno il gioco online rappresenta uno dei settori di punta del mercato videoludico. Uno dei giochi più frequentati è stato World of Warcraft, con milioni di iscritti e guadagni stimati per il produttore di 1 miliardo di dollari all'anno nel 2007-2010.
Con il migliorare delle tecnologie e delle connessioni private è divenuto possibile creare veri e propri mondi virtuali dove migliaia di giocatori si incontrano per giocare online, ma anche interagire e comunicare. Gli MMO in particolare hanno una forte componente da rete sociale, tanto che spesso l'interazione con molte persone di tutto il mondo diviene più importante dei contenuti del gioco stesso. La rete, inoltre, permette di organizzare tornei online e creare delle fanbase solide.

## Storia
Le tecnologie dei videogiochi e della rete si sono sviluppate parallelamente, fino a che la grande diffusione ed efficienza della rete ha permesso la consacrazione commerciale dei giochi online come genere, non più ostacolati dalla limitatezza delle connessioni. Sono serviti quasi 20 anni per giungere all'autonomia del genere.
Gli inizi si devono al rapido sviluppo dell'informatica e allo spirito di sperimentazione e condivisione tipico del periodo a cavallo tra gli anni '70 e gli anni '80. Titoli come Maze War erano nati nelle università per dimostrare che i terminali erano in grado di rappresentare un ambiente virtuale condiviso.
I primi esperimenti di videogioco multigiocatore online nacquero nella comunità di menti brillanti delle università americane. Con le prime forme di rete come ARPANET molti giovani programmatori cominciarono a valutare come poter giocare con gli amici su più terminali.
Nell'ambito dei computer domestici il gioco online iniziò a diffondersi nei primi anni '80, grazie all'uso di modem per connettersi direttamente a servizi online. Ad esempio negli USA nel 1983 CompuServe o The Source offrivano decine di giochi per singolo o multigiocatore (tra questi MegaWars che supportava fino a 10 giocatori), nonché servizi molto richiesti di messaggi di aiuto sui giochi. A questi si aggiungevano molti bulletin board system privati che offrivano anche servizi di gioco.
Di seguito alcuni titoli che segnarono passi avanti nell'evoluzione del gioco online.
MUD (1978), che avrebbe poi dato il nome all'intero genere dei multi user dungeon, fu ispirato da una variante dell'avventura testuale Zork chiamata Dungeon diffusa proprio su ARPANET a metà anni '70. Due studenti dell'Università dell'Essex vollero trasformarlo in un'avventura multigiocatore. Quando l'università collegò la propria rete ad ARPANET il successo di MUD aumentò molto; entro il 1980 aveva dato i natali al multigiocatore online.
Mentre MUD era gratuito, Island of Kesmai (1985) introdusse un modello economico adatto a trarne guadagni anche per gli sviluppatori. All'epoca un abbonamento con CompuServe con tariffa oraria era praticamente una scelta obbligata come servizio di connessione, mentre per accedere al gioco si pagava un'ulteriore iscrizione iniziale. Oltre a essere il primo gioco online remunerativo, Island of Kesmai introdusse le quest, meccaniche divenute ormai standard nei giochi di ruolo, e una grafica a caratteri ispirata da Rogue, e fu il primo videogioco di ruolo online di grande successo.
Habitat (1985) della Lucasfilm Games fu il primo gioco online basato quasi interamente su interfaccia grafica. Permetteva di muovere il personaggio in un mondo persistente praticamente privo di restrizioni. Il gioco originale non andò però oltre la fase di beta test; sebbene questa fu un successo di pubblico, gli alti costi di mantenimento e la difficoltà a gestire la troppa libertà data ai giocatori ne frenarono l'uscita, che avvenne solo qualche anno dopo sotto altre forme.
Neverwinter Nights (1991) rappresenta il primo MMORPG grafico; anni dopo, il produttore Stormfront Studios ricevette il Technology and Engineering Emmy Award per questa innovazione.
Legends of Future Past (1992) fece importanti innovazioni di gameplay introducendo una squadra di Game Master, figure simili ai game master dei giochi di ruolo da tavolo, e il crafting, ovvero la possibilità per il giocatore di creare oggetti virtuali originali combinando materie prime ottenute in vari modi.
Meridian 59 (1996) beneficiò dei minori costi di connessione e della maggiore varietà di Internet service provider venutisi a creare nel frattempo. Rispetto ai predecessori non era legato a un singolo provider, aumentando così il potenziale pubblico; si poteva giocare con qualunque connessione, pagando una rata mensile per il gioco. Anche dal punto di vista grafico era avanzato, con visuale in prima persona ed estetica simile a quella di Doom. Con 25.000 utenti attivi, Meridian 59 alzò i canoni dei giochi online di successo.
Ultima Online (1997) non introdusse di per sé grosse novità, ma fu in relazione alla sua uscita che Richard Garriott coniò il termine MMORPG, genere che in precedenza era detto "MUD grafico". Grazie al noto marchio Ultima, ai produttori di spicco e all'alta qualità, raggiunse livelli impensabili di successo, con centinaia di migliaia di utenti, tanto da essere ricordato come padre del genere molto più del precedente Meridian 59.
Altri grandi successi della prima ondata di MMO furono Lineage (1998) ed EverQuest (1999). Qualche anno dopo World of Warcraft (2004), puntando su gioco di squadra, umorismo e curva di apprendimento facile, attirò milioni di utenti, anche tra giocatori meno impegnati e novizi del genere.
Anche per il multigiocatore online non massivo, la seconda metà degli anni '90 fu periodo di grande crescita. Per molti generi come sparatutto in prima persona, strategia a turni e in tempo reale, ruolo e sport, l'opzione per il multigiocatore online divenne una caratteristica normalmente presente in tutti i titoli commerciali per PC.
Su Windows venne ampiamente adottato DirectPlay (parte di DirectX) come componente software per gestire in modo unificato le connessioni per il gioco online (Internet, LAN, modem-modem e cavo seriale).
Su Internet sorsero molti servizi di matchmaking che supportavano diversi giochi; tra i maggiori dell'epoca Battle.net, MPlayer.com (1996-2001) e Internet Gaming Zone di Microsoft.
Storicamente il gioco online era possibile sui personal computer, che potevano essere dotati di modem o collegati in LAN. Le console ne erano sostanzialmente escluse fino alla sesta generazione (intorno al 2000), quando le console da tavolo vennero dotate di hardware e servizi di rete per cercare di mettersi al pari con i PC; la Xbox in particolare, con il suo servizio Xbox Live, ebbe successo nell'ambito online.
Con la crescita esponenziale dei social media a partire dagli anni 2000, i produttori hanno approfittato anche del successo di siti come Facebook e Myspace per creare al loro interno giochi online per browser, basati su sistemi di animazione come Adobe Flash. Spesso, con meccaniche semplici e grafica cartonesca, attirarono ampio pubblico. Tra i maggiori successi su Facebook si ricordano Mafia Wars (2008), FarmVille (2009) e The Sims Social (2011). Spesso incentivano i giocatori che invitano ulteriori giocatori o che interagiscono con la pubblicità.
Durante il terzo millennio il gioco in rete del tipo multigiocatore ha visto sempre più crescere la possibilità di far incontrare tra loro giocatori provenienti da piattaforme differenti, grazie al cross-network play, con differente applicabilità a seconda del tipo di gioco.

## Controversie
Il gioco online è divenuto anche una componente rilevante della dipendenza da Internet, della ludopatia e del gioco d'azzardo illegale.
Si è arrivati perfino alla fondazione, da parte delle aziende di videogiochi, di molti centri privati di counseling per giocatori assuefatti, e a interventi legislativi, come quello del 2005 in Cina, che impone ai produttori di prevedere penalità di gioco per chi rimane collegato per più di tre ore consecutive.
In Corea del Sud, dove ci fu una precoce ampia diffusione di connessioni Internet ad alta velocità che permise l'enorme successo di Lineage (1998), si conoscono diversi casi di giocatori morti per sfinimento dopo maratone di gioco online estenuanti. Un'indagine del governo sudcoreano del 2005 rivelò oltre mezzo milione di abitanti affetti da dipendenza da Internet.
In seguito a un incidente riguardo alla sospensione di un utente transessuale su World of Warcraft, si è aperto anche un dibattito sulla natura dei mondi virtuali online: se vadano intesi come circoli privati, dove la direzione può limitare l'accesso e la libertà di parola a propria discrezione, o come luoghi pubblici, dove ad esempio la legge statunitense proibisce la discriminazione.

## Economia virtuale
Un notevole fenomeno legato al gioco online è la formazione spontanea di economie secondarie, al di fuori dei giochi stessi e del controllo dei loro produttori. I giocatori si impegnano a ottenere beni preziosi virtuali, per poi venderli ad altri giocatori in cambio di denaro reale. Già per Ultima Online (1997) si notò un castello virtuale venduto su eBay per diverse migliaia di dollari. Questo tipo di mercato ha poi superato il volume totale di 1 miliardo di dollari nel 2006.
Sono nate perfino aziende cinesi che impiegano professionalmente giocatori per accumulare risorse nel gioco, da rivendere poi a giocatori coreani o statunitensi. Mentre molti gestori dei videogiochi proibiscono questo tipo di account (su World of Warcraft ne vennero bloccati decine di migliaia) e eBay ha iniziato a proibire tali transazioni dal 2007, la Sony lanciò il servizio Station Exchange proprio per facilitare questo commercio nella sua serie EverQuest.
Second Life (2003), sebbene considerato più un mondo virtuale che un gioco, fu il primo a incentrarsi proprio su questo commercio, consentendo il cambio diretto tra la propria valuta virtuale e i dollari americani, e la modifica di oggetti virtuali con programmi di grafica 3D. Per alcuni, vendere oggetti e immobili su Second Life è divenuto una professione reale.